# Liste der Monuments historiques in Cussangy
Die Liste der Monuments historiques in Cussangy führt die Monuments historiques in der französischen Gemeinde Cussangy auf.

## Liste der Immobilien
| Bezeichnung     | Beschreibung            | Standort              | Kennzeichnung | Schutzstatus | Datum | Bild           |
| --------------- | ----------------------- | --------------------- | ------------- | ------------ | ----- | -------------- |
| Kirche St-Léger | aus dem 16. Jahrhundert | Rue des Cannes (Lage) | PA00078095    | Inscrit      | 1926  | weitere Bilder |

## Liste der Objekte
| Bezeichnung                                            | Beschreibung                                                     | Standort                      | Kennzeichnung | Schutzstatus | Datum | Bild |
| ------------------------------------------------------ | ---------------------------------------------------------------- | ----------------------------- | ------------- | ------------ | ----- | ---- |
| Pietà                                                  | Kalkstein, übertüncht, 16. oder frühes 17. Jahrhundert           | in der Kirche St-Léger (Lage) | PM10004893    | Inscrit      | 1974  |      |
| Skulptur Heilige Sabina                                | mit Stifterfigur; Kalkstein, farbig gefasst, übertüncht, um 1600 | in der Kirche St-Léger (Lage) | PM10004898    | Inscrit      | 1974  |      |
| Orgel                                                  | Haupteintrag für PM10000684                                      | in der Kirche St-Léger (Lage) | PM10004977    | Classé       | 1986  |      |
| Instrumentalteil der Orgel                             | 1867 von Antoine Filipowicz gebaut                               | in der Kirche St-Léger (Lage) | PM10000684    | Classé       | 1986  |      |
| Paxtafel Kreuzigung                                    | Kupfer, versilbert, 15. Jahrhundert                              | in der Kirche St-Léger (Lage) | PM10000682    | Classé       | 1975  |      |
| Skulptur Unterweisung Mariens                          | Kalkstein, übertüncht, um 1600                                   | in der Kirche St-Léger (Lage) | PM10004894    | Inscrit      | 1974  |      |
| Skulptur Johannes der Täufer                           | Kalkstein, übertüncht, um 1600                                   | in der Kirche St-Léger (Lage) | PM10004896    | Inscrit      | 1974  |      |
| Skulptur Heilige Katharina                             | Kalkstein, farbig gefasst, übertüncht, um 1600                   | in der Kirche St-Léger (Lage) | PM10004897    | Inscrit      | 1974  |      |
| Skulptur Heiliger Leodegar                             | Kalkstein, um 1600                                               | in der Kirche St-Léger (Lage) | PM10004899    | Inscrit      | 1974  |      |
| Grabinschrift für Clere Deberey                        | Farbe auf Putz, bezeichnet 1622                                  | in der Kirche St-Léger (Lage) | Clere Deberey | Inscrit      | 1974  |      |
| Zwei Wandgemälde: Heiliger Jakobus und heiliger Thomas | aus dem 16. Jahrhundert                                          | in der Kirche St-Léger (Lage) | PM10000681    | Classé       | 1943  |      |
| Kirchenfenster: Kreuzigung und Kreuzabnahme            | aus dem 16. Jahrhundert                                          | in der Kirche St-Léger (Lage) | PM10000683    | Classé       | 1975  |      |